# 祖·羅斯韋爾
约瑟夫·马修·羅斯韋爾（英語：Joseph Matthew Rothwell；1995年1月11日—）是英格蘭的職業足球運動員，司職中場，現效力於蘇格蘭足球超級聯賽球隊格拉斯哥流浪。

## 生涯統計
6歲加入曼聯預備隊，羅斯韋爾2013年夏季進入一線隊。2011年7月26日，他在牛奶杯對蒂龍郡7–0的比賽中梅開二度。
2015年1月27日，羅斯韋爾租借至英格蘭足球冠軍聯賽的黑池直至賽季完結。
2015年7月18日，羅斯韋爾被租借至英格蘭足球甲級聯賽的班士利直至2016年1月。
2018年6月22日，羅斯韋爾加盟布力般流浪並簽署三年合同。

## 國家隊生涯
羅斯韋爾曾代表英格蘭16歲以下，17歲以下，19歲以下和20歲以下水平的賽事。

## 生涯統計
最後更新：2015年2月24日
| 球會        | 球季     | 聯賽               | 聯賽 | 聯賽 | 英格蘭足總盃 | 英格蘭足總盃 | 英格蘭聯賽盃 | 英格蘭聯賽盃 | 合計 | 合計 |
| 球會        | 球季     | 級別               | 出場 | 入球 | 出場         | 入球         | 出場         | 入球         | 出場 | 入球 |
| ----------- | -------- | ------------------ | ---- | ---- | ------------ | ------------ | ------------ | ------------ | ---- | ---- |
| 曼徹斯特聯  | 2014–15  | 英格蘭足球超級聯賽 | 0    | 0    | 0            | 0            | 0            | 0            | 0    | 0    |
| 黑池 (租借) | 2014–15  | 英格蘭足球冠軍聯賽 | 3    | 0    | 0            | 0            | 0            | 0            | 3    | 0    |
| 生涯合計    | 生涯合計 | 生涯合計           | 3    | 0    | 0            | 0            | 0            | 0            | 3    | 0    |

## 外部連結
- Manchester United F.C. profile （页面存档备份，存于）
- 足球数据库：祖·羅斯韋爾的球员统计数据